# Aenictes muscivaria
Aenictes muscivaria là một loài bướm đêm trong họ Geometridae.